# Suonenjoki
Suonenjoki – gmina w Finlandii, położona w centralnej części kraju, należąca do regionu Pohjois-Savo.
W gminie znajduje się stacja kolejowa Suonenjoki. 